# Texara dioctrioides
Texara dioctrioides är en tvåvingeart som beskrevs av Walker 1860. Texara dioctrioides ingår i släktet Texara och familjen barkflugor. Inga underarter finns listade i Catalogue of Life.